# STAR MINE GIRL
《STAR MINE GIRL》（スマガ、SMG）是Nitro+於2008年9月26日发售的日本成人遊戲，最初於2007年9月發表製作。漫畫版《STAR MINE GIRL AK》於《Comptiq》2008年6月號開始連載。2009年6月26日發售fandisk《STAR MINE GIRL SPECIAL》。

## 概要
企劃最初由於2006年5月左右提出。故事是學園喜劇，以大團圓結局為最終目標，戀愛要素和十八禁情節對比Nitro+以前的遊戲較為重視，和Nitro+一貫的作風不同。而《STAR MINE GIRL SPECIAL》則是《STAR MINE GIRL》團圓結局後的後續故事和外傳。但捨棄大團圓結局的概念。

## 故事簡介
主角一打開眼睛，就發現自己正從天上數千公尺向地面掉下，但失去記憶的他並不知道原因。在這沒頭沒腦的狀況中，主角遇見乘著彗（掃帚）的魔女絲碧卡（Spica），被問名稱後，卻不能好好回答，其後再出現魔女米拉（Mira）和加納特（Garnet），經一段短暫對話後，三魔女和平常人不能看見的惡魔戰鬥，但戰敗。最後絲碧卡抱著本應是陌生人的主角並親吻，說是當作一種紀念，然後兩人掉到地面死亡。
主角再打開眼睛，發現身處天堂，走近一台巨型電視後，畫面出現自稱是神的幼稚園小女孩由美，主角被取名為「便便男」，主角一直說服要重生，但因為女孩覺得沒趣而不答應。其後又出現自稱是神的狗，並給主角重生的機會，變出三道門，叫主角走入左面的紅色門。主角毫不猶疑地跑進門內。
主角一打開眼睛，就發現自己正從天上數千公尺向地面掉下，但失去記憶的他並不知道原因。在這沒頭沒腦的狀況中，主角遇見乘著彗的魔女絲碧卡，被問名稱後，頭中忽然湧出「前世」的記憶，並靠著這些記憶而令事情向好的方面發展。被米拉帶到伊都夏大學園後，主角遇見新聞部的日下部雨火，一邊與之對話一邊看著三魔女的戰鬥。但最後惡魔破壞了天象儀，世界滅亡，主角死亡。
主角再打開眼睛，發現再身處天堂，主角向自稱神的女孩「咀咒」，女孩因害怕而給主角重生，變出三道門，叫主角走入左面的紅色門。其間女孩說覺得主角的遭遇很有趣，比以前遇到過說要重新的人更有期待感。之後主角再次走進門內。
主角一打開眼睛，就發現自己正從天上數千公尺向地面掉下，但失去記憶的他並不知道原因。在這沒頭沒腦的狀況中，主角遇見乘著彗的魔女絲碧卡，被問名稱後，頭中忽然湧出「前兩世」的記憶……

## 登場人物
便便男（暫稱）（聲：銀巽）
身高：172cm，體重：58kg
失憶的主角，不知道自己的姓名，不知道為甚麼會從天上掉下死亡。死後神給他重生，人生重頭開始。
絲碧卡（Spica）
生日：8月8日，血型：AB，身高：158cm，體重：47kg，三圍：84/59/86
魔女之一，生於名家的自稱天才。行動和魔法較輕巧。
米拉（Mira，聲：守田羽絲）
生日：1月1日，血型：O，身高：142cm，體重：35kg，三圍：68/52/69
魔女之一，嗅別人鬢腳後可以知道其人的感情。是特攻隊長，魔法以突擊為主。
加納特（Garnet，聲：杏子御津）
生日：9月21日，血型：A，身高：163cm，體重：52kg，三圍：99/63/86，本名吐實咲。
魔女之一，家貧，是班中的班長。行動和魔法較颯爽。
卡貝拉（Capella，聲：成瀨未亞）
第85位戰敗的魔女。登場於廣播劇和《STAR MINE GIRL SPECIAL》。德內博的搭檔，喜歡漫畫和甜食。
德內博（Deneb）
第84位戰敗的魔女。登場於廣播劇於《STAR MINE GIRL SPECIAL》。卡貝拉的搭檔，喜歡神秘學。
沖姬姬（聲：上和田美都）
身高：155cm，體重：47kg，三圍：74/57/80
伊都夏大學園的學生會長、自衛軍指揮者，對自己的信念十分堅持。
日下部雨火（聲：榊原由依）
身高：143cm，體重：42kg，三圍：85/54/76
伊都夏大學園的新聞部部長，為得到獨家新聞可以不擇手段。
身分不明的玩偶裝X（聲：不明）
穿著玩偶裝於伊都夏市出沒的人，沒有人知道玩偶裝的樣子是來自甚麼動物。
宮本武
身高：170cm，體重：57kg
主角的同學。極度喜歡胸部，一眼可看出女性的胸部大小。仰慕沖姬姬，和米拉相熟，樋結花是青梅竹馬。
樋結花（聲：美月）
身高：158cm，體重：49kg
屬新聞部，與魔女敵對。喜歡宮本武，但因自己的傲嬌而一直沒有進展。
Arided（Arided，聲：一色光）
身高：168cm，體重：54kg
班主任、迦勒底的指令，性格隨便，讓主角暫住於自己家中。也是世界第一位魔女「黑鎚（स्वस्तिक）」。
佐草陽水（聲：舞幸運）
身高：194cm，體重：84kg
學生會顧問。總是背著一支結他，但其實不會彈。
襟在一郎（聲：波動拳）
身高：155cm，體重：55kg
絲碧卡家中葛西野家的管家，對絲碧卡十分忠誠。雖然和襟在二郎是雙胞胎，但性格完全相反。
襟在二郎（聲：波動拳）
身高：155cm，體重：55kg
米拉的祖父，自稱「正義的瘋狂科學家」。性格古怪，經常發明不知何用的東西。
神（聲：河合春華）
主角於天堂遇到的自稱是神的幼稚園小女孩，被另一自稱是神的狗叫作由美。
神（犬）（聲：井伊由田那）
主角於天堂遇到的自稱是神、畫眉的狗，性格善良。遇到由美前一直被之前的主人虐待。
沖央軌（聲：井伊由田那）
自衛軍指令，沖姬姬父親。十多年前因拯救沖姬姬而犧牲。
吐有馬（聲：銀巽）
加納特的哥哥。於8年前化為惡魔，Arided迫不得已將他殺掉。
綿矢真（聲：銀巽）
現實世界中的三年級生，對天文非常有興趣，天文部部長。
川嶋有理（聲：一色光）
最初的「神」。在現實世界是屬於天文部的一年級生，和真一樣對天文非常有興趣。

## 用語及設定
魔女（Étoile）
某天突然從世界之外出現、唯一可對抗惡魔的人們，乘著彗（掃帚）於空中飛翔，並懂得使用魔法。最初有88位魔女，但相繼在戰鬥中死去，現在只剩下絲碧卡、米拉和加納特三人。
惡魔（Zodiac）
某天突然從世界之外出現的巨大怪物，會破壞眼前的所有事物。只有可使用魔力的人才能看到和殲滅惡魔。
舊天文部「黃道觀察機關」迦勒底（Chaldaia）
魔女所屬的組織，用作對抗惡魔。
天象儀（Carl Zeiss）
位於迦勒底的巨大儀器，如被破壞，世界就會滅亡。

## 音樂

### SMG
主題曲、結尾曲「(a)SLOW STAR」
歌：Swinging Popsicle
絲碧卡角色曲
歌：Rio
米拉角色曲
歌：Qube
加納特角色曲
歌：THE SPIN
結尾曲「happy blue sky trip」
歌：
插入曲
歌：
印象曲「Dive!」
歌：

### SMGS
主題曲、結尾曲「Perfect Loop」
演奏、編曲：Swinging Popsicle，作詞：藤島美音子，作曲：平田博信
歌：Swinging Popsicle
結尾曲
歌：
插入曲
作曲、編曲：NARASAKI
歌、作詞：
插入曲
歌：白石稔，作詞：，作曲、編曲：平田博信

### Star Mine Gig
(a)SLOW STAR Movie Ver.
歌：Swinging Popsicle
Sunahama
語音，聲優：

絲碧卡的插入曲，歌：Rio
Mirai
語音，聲優：守田羽絲

米拉的插入曲，歌：Qube
Gensou
語音，聲優：杏子御津

加納特的插入曲，歌：THE SPIN
 Short Ver.
歌：

## 漫畫
漫畫版《STAR MINE GIRL AK》於《Comptiq》2008年6月號開始連載，故事主要圍繞現實世界的綿矢真、川嶋有理和魔女三人（絲碧卡、米拉、加納特）。單行本於2008年10月25日發售（ISBN 978-4047151178）。

## 廣播
在2008年7月25日開始於音泉發放，逢星期五更新，主持人是白石稔。

## 小說
大樹連司著，小學館Gagaga文庫出版。2008年10月18日出版第一卷，11月18日出版第二卷。

## 外部連結
- 遊戲官方網站（页面存档备份，存于） （日語）
- Nitro+ （日語）
- Comptiq （日語）
- 音泉（页面存档备份，存于） （日語）
- [永久] （日語）